# Пелецифора
Пелецифора (Pelecyphora) — рід сукулентних рослин з родини кактусових.

## Етимологія

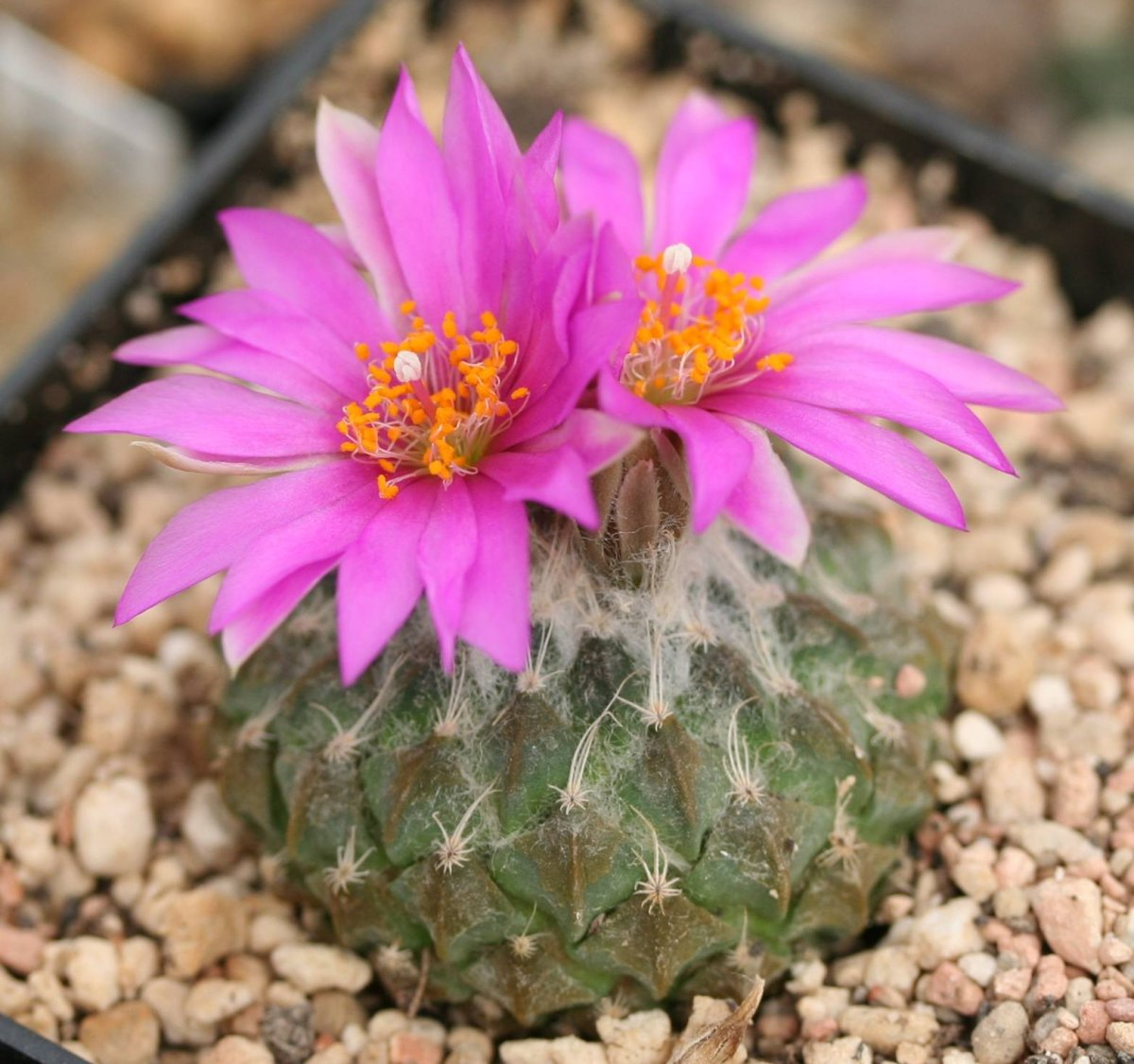
Pelecyphora strobiliformis

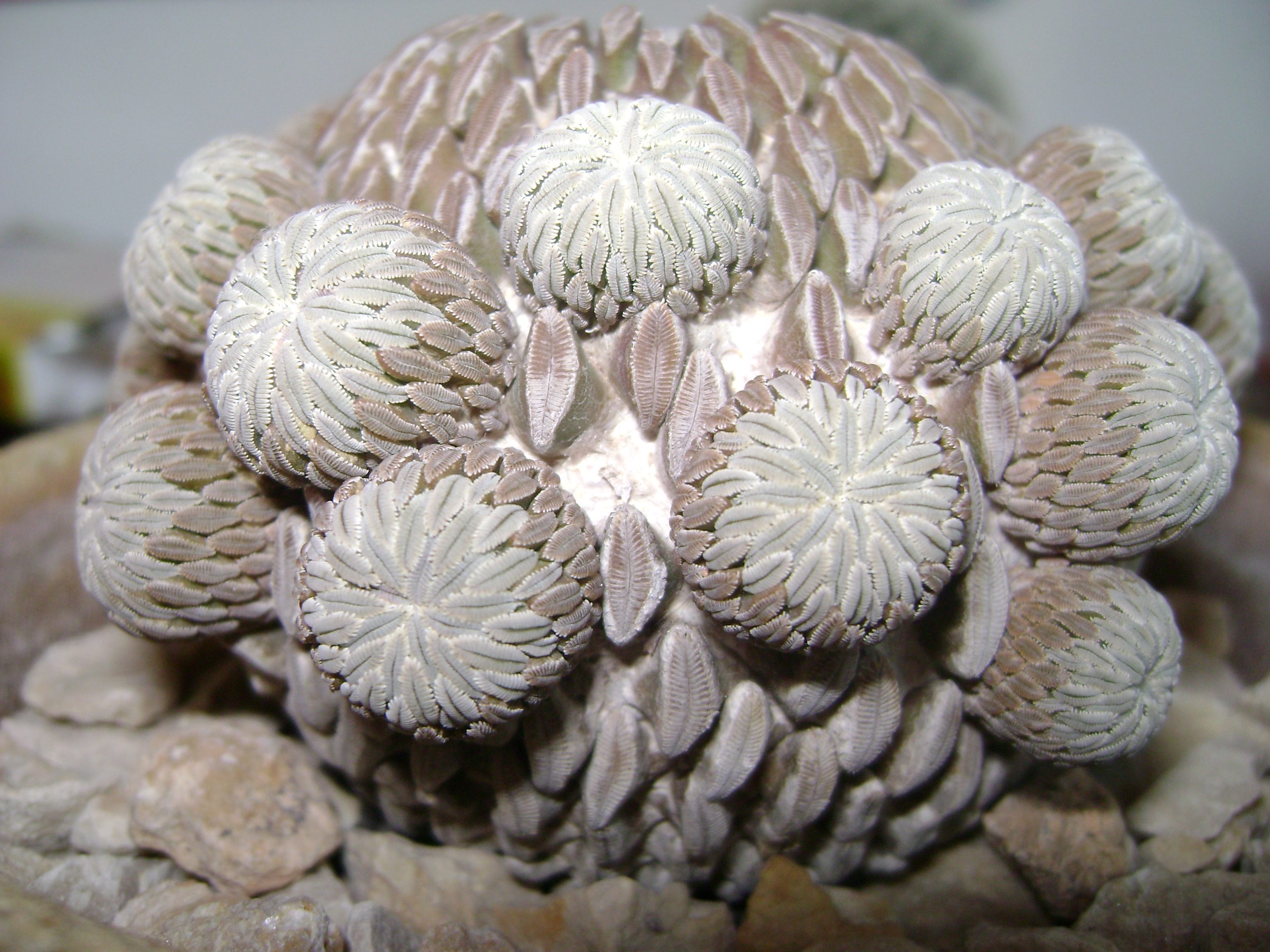
Pelecyphora aselliformis

Назва походить від (дав.-гр. πελεκσς (pelecis) — тесати, обтісувати та дав.-гр. φερω (phero) — нести і пов'язана c незвичайною для кактусів будовою горбків стебла основного виду роду Pelecyphora aselliformis, ніби обтесаних за формою, подібних з торцевою стороною томагавка.

## Ареал та умови зростання
Рід належить до рідкісних у природі кактусів, що в невеликій кількості збереглися в високогірних напівпустельних районах мексиканських штатів Сан-Луїс-Потосі (San Luis Potosi), Тамауліпас (Tamaulipas) і Нуево-Леон (Nuevo Leon). Стебла пелецифор мають розвинений корінь і здерев'янілу нижню частину. Під час посух рослини майже по саму верхівку втягуються в землю, де частина їх так і залишається назавжди.

## Систематика
Єдиний представник роду Pelecyphora aselliformis був описаний в 1843 році Крістіаном Ернбергом, який за чотири роки до того отримав цей незвичайний кактус з Мексики. До 1935 р. рід лишався монотипним, коли чеський натураліст Альберто Фріч та інспектор Тюбінгенського ботанічного саду Ернст Шеєле до пелецифор зарахували вид Encephalocarpus strobiliformis із теж монотипного роду Encephalocarpus, що його описав Альвін Бергер в 1929 році. Назва цього роду складається з грец. En — в, грец. cephali — голова і грец. carpos — плід, що відповідає тривалому перебуванню вже доспілих плодів у глибині стебла між сосочками. За зовнішнім виглядом енцефалокарпуси не схожі на пелецифори, але культура їх однакова.

## Культивування
Культивування пелецифор представляє певні труднощі. У період вегетації вони вимагають максимального сонячного місця, розташування з постійним припливом свіжого повітря. М'ясисті корені не виносять перезволоження, тому поливання суворо обмежені, а в зимовий період і зовсім припиняються. Це має свою негативну сторону, тому що при тривалому сухому утриманні ареоли в нижній частині стебла дерев'яніють. Щоб частково уникнути цього, потрібно з певним ступенем ризику, але все ж зволожувати рослини хоча б раз на місяць.
Кореневласні екземпляри добре себе почувають у субстраті, що наполовину складається з піщанисто-дернової землі з добавкою комкової глини, до 30 % гравійної крихти, решта — наповнювачі. Температура зимівлі в межах 6-10 °C. Основний спосіб розмноження — вегетативний, щепленням пагонів, що знімаються з маточних рослин або їх «пеньків». При посівах насіння проростає важко і відсоток схожості їх низький. Сіянці розвиваються дуже повільно і чутливі до будь-якої зміни середовища. Тому їх намагаються якомога раніше прищеплювати, що значно прискорює розвиток і сприяє полегшенню подальшого вирощування.

## Використання
Peleciphora aselliphormis, яка містить незначну кількість мескаліну, анхалідіну, горденіну, N-метилмескаліну, пеллотіну та ін. використовується з терапевтичною метою.
Також пелицифори мають високу цінність для колекціонерів, через що раніше протягом десятиліть піддавались грабіжницьким зборам. Однак у міру покращення охорони та припинення розграбування популяцій вони знову самостійно відновлюються.